# Oșorhei
Oșorhei é uma comuna romena localizada no distrito de Bihor, na região histórica da Crișana (parte da Transilvânia). A comuna possui uma área de 64.92 km² e sua população era de 6151 habitantes segundo o censo de 2007.